# Lista okrętów United States Navy, A
W tej sekcji listy okrętów United States Navy wymienione są nazwy wszystkich okrętów United States Navy, których nazwa zaczyna się od A.
Aby zobaczyć wyłącznie listę okrętów obecnie pozostających w służbie — patrz Lista obecnie służących okrętów United States Navy
W przypadku okrętów, których nazwa została użyta jednokrotnie, link USS "Nazwa_okrętu" kieruje do artykułu o konkretnym okręcie. Jeżeli nazwy użyto kilkakrotnie, link USS "Nazwa_okrętu" kieruje do strony ujednoznaczniającej z krótkimi opisami poszczególnych okrętów, natomiast linki następujące po nazwie kierują do tych okrętów bezpośrednio.

## A-Ac
- USS "A-1" (SS-2, SP-1370)
- USS "A-2" (SS-3)
- USS "A-3" (SS-4)
- USS "A-4" (SS-5)
- USS "A-5" (SS-6)
- USS "A-6" (SS-7)
- USS "A-7" (SS-8)
- USS "AA-1" (SS-52/SF-1)
- USS "AA-2" (SS-60/SF-2)
- USS "AA-3" (SS-61/SF-3)
- USS "A. C. Powell" (1861)
- USS "A. Childs" (1865)
- USS "A. Collier" (1864)
- USS "A. D. Vance" (1862)
- USS "A. DeGroat" (1863)
- USS "A. G. Prentiss" (1912)
- USS "A. Holly" (1861)
- USS "A. Houghton" (1852)
- USS "A. J. View" (1861)
- USS "A. O. Tyler" (1857)
- USS "A1C William H. Pitsenbarger" (AK-4638)
- USS "Aaron V. Brown" (1861)
- USS "Aaron Ward" (DD-132, DD-483, DD-773/DM-34)
- USS "Abadejo" (SS-308)
- USS "Abalone" (SP-208)
- USS "Abarenda" (AC-13/AG-14, IX-131)
- USS "Abatan" (AO-92/AW-4)
- USS "Abbot" (DD-184, DD-629)
- USS "Abel P. Upshur" (DD-193)
- USS "Abele" (AN-58)
- USS "Abeona" (1831)
- USS "Abercrombie" (DE-343)
- USS "Aberdeen" (1912)
- USS "Abilene" (PF-58)
- USS "Ability" (PYc-28, MSO-519, AFD-7)
- USS "Abinago" (YTM-493)
- USS "Abingdon" (PC-1237)
- USS "Abiqua" (T-AO-158)
- USS "Able" (AGOS-20)
- USS "Abnaki" (ATF-96)
- USS "Abner Read" (DD-526)
- USS "Abraham" (1858)
- USS "Abraham Lincoln" (SSBN-602, CVN-72)
- USS "Absaroka" (1917)
- USS "Absecon" (1918, AVP-23)
- USS "Absegami" (SP-371)
- USS "Acacia" (1863)
- USS "Acadia" (AD-42)
- USS "Accelerate" (ARS-30)
- USS "Accentor" (AMc-36, LCIL-652)
- USS "Accohanoc" (YTM-545)
- USS "Accokeek" (ATA-181)
- USS "Accomac" (YTL-18, APB-49, YTB-812)
- USS "Acedia" (SS-309)
- USS "Achelous" (ARL-1)
- USS "Achernar" (AKA-53)
- USS "Achigan" (YTB-218)
- USS "Achilles" (ARL-41)
- USS "Achomawi" (ATF-148)
- USS "Acme" (AMc-61, MSO-508)
- USS "Acoma" (SP-1228, YTB-701)
- USS "Acontius" (AGP-12)
- USS "Acoupa" (SS-310)
- USS "Acree" (DE-167)
- USS "Action" (PG-86)
- USS "Active" (1779, 1837, 1888, 1917, YT-112)
- USS "Actus" (SP-516)
- USS "Acubens" (AKS-5)
- USS "Acushnet" (AT-63)

## Ad-Ak
- USS "Adair" (APA-91)
- USS "Adak" (YFB-28)
- USS "Adamant" (AMc-62)
- USS "Adams" (1799, 1874, DM-27)
- USS "Adario" (YTM-743/YNT-25)
- USS "Adder" (SS-3)
- USS "Addie and Carrie" (1884)
- USS "Addie Douglass" (1862)
- USS "Addison County" (LST-31)
- USS "Addison F. Andrews" ()
- USS "Adela" (1862)
- USS "Adelaide" (1854)
- USS "Adelante" (SP-765)
- USS "Adelheid" (1903)
- USS "Adelphi" (T-AG-181)
- USS "Adelphi Victory" (T-AG-181)
- USS "Adept" (AFD-23)
- USS "Adhara" (AK-71)
- USS "Adirondack" (1860, 1917, AGC-15)
- USS "Adjutant" (AM-351)
- USS "Admirable" (AM-136)
- USS "Admiral" (1863, SP-541, SP-967)
- USS "Admiral C. F. Hughes" (AP-124)
- USS "Admiral D. W. Taylor" (AP-128)
- USS "Admiral E. W. Eberle" (AP-123)
- USS "Admiral F. B. Upham" (AP-129)
- USS "Admiral Glass" (YFB-2)
- USS "Admiral H. T. Mayo" (AP-125)
- USS "Admiral Hugh Rodman" (AP-126)
- USS "Admiral R. E. Coontz" (AP-122)
- USS "Admiral W. L. Capps" (AP-121)
- USS "Admiral W. M. Callaghan" (AKR-1001)
- USS "Admiral W. S. Benson" (AP-120)
- USS "Admiral W. S. Sims" (AP-127)
- USS "Admiralty Islands" (CVE-99)
- USS "Admittance" (1847)
- USS "Adolph Hugel" (1860)
- USS "Adonis" (LST-83)
- USS "Adopt" (AMC114/AM-137)
- USS "Adria" (AF-30)
- USS "Adrian" (1911)
- USS "Adriana" (1798)
- USS "Adroit" (SP-248, AM-82, MSO-509)
- USS "Advance" (1850, 1862, 1917, YT-28, AMc-63, MSO-510)
- USS "Advantage" (ATR-41)
- USS "Advent" (AM-83)
- USS "Adventurous" (AGOS-13)
- USS "Advocate" (1861, AM-138))
- USS "Aegir" (AS-23)
- USS "Aeolus" (1917, AKA-47/ARC-3)
- USS "Aetna" (1869, SP-516)
- USS "Affleck" (BDE-71)
- USS "Affray" (AMc-112, MSO-511)
- USS "Agamemnon" (ID-3004)
- USS "Agamenticus" (1863)
- USS "Agassiz" ()
- USS "Agate" (PYC-4)
- USS "Agawam" (1863, AOG-6, YTB-809)
- USS "Agenor" (ARL-3)
- USS "Agent" (MSF-139)
- USS "Agerholm" (DD-826)
- USS "Aggressive" (MSO-422)
- USS "Aggressor" (AMc-63, AMc-64)
- USS "Agile" (AMc-111, MSO-421)
- USS "Agwidale" (1918)
- USS "Ahdeek" (SP-2589)
- USS "Ahoskie" (YTB-804)
- USS "Ahrens" (DE-575)
- USS "Ai Filch" (1863)
- USS "Aide De Camp" (IX-224)
- USS "Aiken Victory" (T-AP-188)
- USS "Ailanthus" (YN-57)
- USS "Aileen" (1896)
- USS "Aimwell" (BAT-7)
- USS "Ainsworth" (FFT-1090)
- USS "Ajax" (1869, AG-15(inne języki), 1917, AR-6)
- USS "Akbar" (SP-599)
- USS "Akela" (SP-1793)
- USS "Akron" (ZRS-4)
- USS "Akutan" (AE-13)

## Al
- USS "Ala" (YT-139)
- USS "Alabama" (1818, 1861, BB-8, BB-60, SSBN-731)
- USS "Alabaster" (PYc-21)
- USS "Alacrity" (SP-206, PG-87, MSO-520)
- USS "Alamance" (AKA-75)
- USS "Alameda" (SP-1040)
- USS "Alameda County" (LST-32)
- USS "Alamingo" (YT-227)
- USS "Alamo" (LSD-33)
- USS "Alamogordo" (ARD-26/ARDM-2)
- USS "Alamosa" (AK-156)
- USS "Alamuchee" (YTB-228)
- USS "Alarka" (YTB-229)
- USS "Alarm" (1873)
- USS "Alaska" (rok 1860, rok 1910, CB-1, SSBN-732)
- USS "Alaskan" (4542)
- USS "Alatna" (AOG-81)
- USS "Alava Bay" (CVE-103)
- USS "Alazon Bay" (ACV-55)
- USS "Albacore" (SP-571, SS-218, AGSS-569)
- USS "Albany" (1846, 1869, CL-23, CA-123, SSN-753)
- USS "Albatross" (1861, 1882, SP-1003, AM-71, YMS-80, MSC-289)
- USS "Albay" (1886)
- USS "Albemarle" (1863, 1865, AV-5)
- USS "Albert Brown" (SP-1050)
- USS "Albert David" (FF-1050)
- USS "Albert DeGroat" (1863)
- USS "Albert J. Myer" (ARC-6)
- USS "Albert M. Boe" (T-AKV-6)
- USS "Albert T. Harris" (DE-447)
- USS "Albert W. Grant" (DD-649)
- USS "Albireo" (AK-90)
- USS "Albuquerque" (PF-7, SSN-706)
- USS "Alcalda" (SP-630)
- USS "Alcedo" (SP-166(inne języki))
- USS "Alchemy" (AM-141)
- USS "Alchiba" (AK-23)
- USS "Alcona" (AK-157)
- USS "Alcor" (AG-34, AK-259)
- USS "Alcyone" (AK-24)
- USS "Aldebaran" (AF-10)
- USS "Alden" (DD-211)
- USS "Alderamin" (AK-116)
- USS "Alecto" (AGP-14)
- USS "Alert" (1803, 1861, AS-4, 1896, SP-511)
- USS "Alex Brown" (1912)
- USS "Alex Diachenko" (DE-690)
- USS "Alexander" (1894)
- USS "Alexander Dallas" (DD-199)
- USS "Alexander H. Erickson" (ID-2298)
- USS "Alexander Hamilton" (1871, WPG-34, SSBN-617)
- USS "Alexander J. Luke" (DE-577)
- USS "Alexandria" (1862, PF-18, SSN-757)
- USS "Alfred" (1774)
- USS "Alfred A. Cunningham" (DD-752)
- USS "Alfred A. Wolkyns" (1863)
- USS "Alfred Robb" (1860)
- USS "Alfred Wolf" (DE-544)
- USS "Alger" (DE-101)
- USS "Algol" (AKA-54, T-AKR-287)
- USS "Algoma" (1868, 1869)
- USS "Algonquin" (1863, 1898, 1918)
- USS "Algorab" (AK-25)
- USS "Algorma" (AT-34, ATA-212)
- USS "Alhena" (AK-26)
- USS "Alice" (1898, SP-367)
- USS "Alida" (YT-102)
- USS "Alikula Bay" (CVE-95)
- USS "Alkaid" (AK-114)
- USS "Alkes" (AK-110)
- USS "Allagash" (AO-97)
- USS "Allamakee" (YTB-410)
- USS "Allaquippa" (YT-174)
- USS "Allegan" (AK-225)
- USS "Allegheny" (1847, 1917, ATA-179)
- USS "Allen" (1814, DD-66)
- USS "Allen Collier" (1864)
- USS "Allen M. Sumner" (DD-692)
- USS "Allendale" (APA-179)
- USS "Allentown" (PF-52)
- USS "Alliance" (1778, 1877)
- USS "Alligator" (1809, 1813, 1820, 1862)
- USS "Allioth" (AK-109)
- USS "Alloway" (1918, YT-170)
- USS "Allthorn" (YN-94, AN-70)
- USS "Almaack" (AK-27)
- USS "Almandite" (PY-24)
- USS "Almax II" (SP-268)
- USS "Almond" (YN-58)
- USS "Alnaba" (YTB-494)
- USS "Alnitah" (AK-127)
- USS "Aloe" (YN-1)
- USS "Aloha" (SP-317)
- USS "Alonzo Child" (1863)
- USS "Alpaco" (1918)
- USS "Alpha" (1864, SP-586)
- USS "Alpine" (APA-92)
- USS "Alsea" (AT-97)
- USS "Alshain" (AKA-55)
- USS "Alstede" (AF-48)
- USS "Altair" (AD-11, AKS-32, T-AKR-291)
- USS "Altamaha" (CVE-6, CVE-18)
- USS "Althea" (1862, 1863, SP-218)
- USS "Alturas" (PC-602)
- USS "Altus" (PC-568)
- USS "Aludra" (AK-72, AF-55)
- USS "Alvarado" (1895)
- USS "Alvin C. Cockrell" (DE-366)

## Am-An
- USS "Amabala" ()
- USS "Amador" (AK-158)
- USS "Amagansett" ()
- USS "Amalia" ()
- USS "Amalia IV" ()
- USS "Amanda" ()
- USS "Amanda Moore" ()
- USS "Amaranth" ()
- USS "Amaranthus" ()
- USS "Amazon" ()
- USS "Amazonas" ()
- USS "Ambala" ()
- USS "Amber" (PYc-6)
- USS "Amberjack" (SS-219, SS-522)
- USS "Ameera" ()
- USS "Amelia" ()
- USS "America" (1782, 1905?, CV-66)
- USS "American" (, )
- USS "American Cormorant" (AK-2062)
- USS "American Explorer" (AOT-165)
- USS "American Legion" (AP-35)
- USS "Amesbury" (DE-66/APD-46)
- USS "Amethyst" (PYc-3)
- USS "Amherst" ()
- USS "Amick" (DE/FF-168)
- USS "Ammen" (DD-35, DD-527)
- USS "Ammonoosuc" ()
- USS "Ammonusuc" ()
- USS "Ampere" ()
- USS "Ampere" (ADG-11)
- USS "Amphetrite" ()
- USS "Amphion" (1899, AR-13)
- USS "Amphitrite" (1869, BM-2, ARL-29)
- USS "Amsterdam" (CL-59, CL-101)
- USS "Amycus" ()
- USS "Anacapa" ()
- USS "Anacortes" ()
- USS "Anacostia" (, )
- USS "Anacostia" ()
- USS "Anacot" ()
- USS "Anado" ()
- USS "Anamosa" ()
- USS "Anaqua" ()
- USS "Anchor" ()
- USS "Anchorage" (LSD-36, LPD-23)
- USS "Ancon" (, )
- USS "Andalusia" ()
- USS "Anderson" (DD-411)
- USS "Anderton" ()
- USS "Andradite" ()
- USS "Andralite" ()
- USS "Andres" ()
- USS "Andrew Doria" (1775, IX-132)
- USS "Andrew J. Higgins" (T-AO-190)
- USS "Andrew Jackson" (1832, SSBN-619)
- USS "Andrews" ()
- USS "Andromeda" ()
- USS "Androscoggin" ()
- USS "Anemone" (1864, 1908)
- USS "Anemone IV" (SP-1290)
- USS "Angler" (SS-240)
- USS "Anguilla Bay" ()
- USS "Aniwa" ()
- USS "Ankachak" ()
- USS "Anna" ()
- USS "Anna B. Smith" ()
- USS "Annabelle" ()
- USS "Annapolis" (PG-10(inne języki), PF-15, AGMR-1, SSN-760)
- USS "Annawan" ()
- USS "Anne Arundel" ()
- USS "Annie" ()
- USS "Annie E. Gallup" ()
- USS "Anniston" ()
- USS "Annoy" ()
- USS "Anoka" (PC-571, YTB-810)
- USS "Antaeus" ()
- USS "Antares" (AG-10, AK-258, AKR-294)
- USS "Antelope" (P1861, IX-109, PG-86)
- USS "Anthedon" ()
- USS "Anthony" (DD-172, DD-515)
- USS "Anticline" ()
- USS "Antietam" (1864, CV-36, CG-54)
- USS "Antigo" (, )
- USS "Antigone" (, )
- USS "Antigua" ()
- USS "Antilla" ()
- USS "Antioch" ()
- USS "Anton Dohrn" ()
- USS "Antona" (1862, IX-133)
- USS "Antona" ()
- USS "Antrim" (AK-159, FFG-20)
- USS "Anzio" (CVE-57, CG-68)

## Ap-Ar
- USS "Apache" (YF-176, 1891, SP-729, ATF-67, ATF-172)
- USS "Apalachicola" (YTB-767)
- USS "Apex" ()
- USS "Aphrodite" ()
- USS "Apogon" (SS-308)
- USS "Apohola" ()
- USS "Apollo" (AS-25)
- USS "Apopka" ()
- USS "Appalachian" ()
- USS "Appanoose" ()
- USS "Appling" ()
- USS "Aquamarine" (PYc-7)
- USS "Aquarius" ()
- USS "Aquidneck" ()
- USS "Aquila" (PHM-4)
- USS "Ara" ()
- USS "Arabia" ()
- USS "Arabian" ()
- USS "Arago" ()
- USS "Aramis" ()
- USS "Aranca" ()
- USS "Araner" ()
- USS "Arapaho" (, )
- USS "Arapahoe" ()
- USS "Arawak" ()
- USS "Arawan II" ()
- USS "Arayat" (, )
- USS "Arbiter" ()
- USS "Arbutus" ()
- USS "Arcade" ()
- USS "Arcadia" (SP-856, 1896, AD-23)
- USS "Arcady" ()
- USS "Arcata" (, , )
- USS "Arch" ()
- USS "Archer" ()
- USS "Archerfish" (SS-311, SSN-678)
- USS "Arco" (, )
- USS "Arctic" (1855, 1873, 1913, AF-7, AOE-8)
- USS "Arcturus" (SP-182, SP-593, AK-12, AK-18, AF-52)
- USS "Ardennes" ()
- USS "Ardent" (SP-680, AM-340, MCM-12)
- USS "Arenac" ()
- USS "Arequipa" ()
- USS "Arethusa" (, , )
- USS "Argentina" ()
- USS "Argo" ()
- USS "Argonaut" (SS-166, SS-475)
- USS "Argonne" (1916, AP-4/AG-31)
- USS "Argos" (1869)
- USS "Argosy" ()
- USS "Argus" (1803, PY-14)
- USS "Arided" (AK-73)
- USS "Ariel" (1777, 1813, 1831, 1862, AF-22)
- USS "Aries" (1862, AK-51, PHM-5)
- USS "Arikara" (AT/ATF-98)
- USS "Aristaeus" ()
- USS "Arivaca" ()
- USS "Arizona" (1859, 1865, BB-39 zatopiony podczas ataku na Pearl Harbor)
- USS "Arizonan" ()
- USS "Arkab" ()
- USS "Arkansas" (1863, BM-7, BB-33, CGN-41)
- USS "Arleigh Burke" (DDG-51)
- USS "Arletta" ()
- USS "Arlington" (AP-174, AGMR-2, LPD-24)
- USS "Armada" ()
- USS "Armadillo" ()
- USS "Armeria" ()
- USS "Armislead Rust" ()
- USS "Armstrong County" (LST-57)
- USS "Arneb" (LKA-56)
- USS "Arnillo" ()
- USS "Arnold J. Isbell" (DD-869)
- USS "Aroostook" (, , )
- USS "Arrowhead" ()
- USS "Arrowsic" ()
- USS "Arroyo" ()
- USS "Artemis" (, , )
- USS "Arthur" ()
- USS "Arthur L. Bristol" (APD-97)
- USS "Arthur Middleton" (AP-55/APA-25)
- USS "Arthur W. Radford" (DD-968)
- USS "Artigas" ()
- USS "Artisan" ()
- USS "Artmar III" ()
- USS "Arundel" ()
- USS "Arval" ()
- USS "Arvilla" ()
- USS "Arvonian" ()

## As-Az
- USS "Ascella" ()
- USS "Ascension" ()
- USS "Ascutney" ()
- USS "Ash" ()
- USS "Asheboro" (PCE-882)
- USS "Asher J. Hudson" ()
- USS "Asheville" (PG-21, PF-1, PGM-84, SSN-758)
- USS "Ashland" (LSD-1, LSD-48)
- USS "Ashley" ()
- USS "Ashtabula" (AO-51)
- USS "Ashuelot" (1865)
- USS "Askari" (ARL-30)
- USS "Asp" (, , )
- USS "Asphalt" ()
- USS "Aspinet" ()
- USS "Aspirant" ()
- USS "Aspire" ()
- USS "Aspro" (SS-309, SSN-648)
- USS "Asquith" ()
- USS "Assail" ()
- USS "Assertive" (AMc-65, T-AGOS-9)
- USS "Assistance" ()
- USS "Assurance" (AG-521, T-AGOS-5)
- USS "Aster" ()
- USS "Asterion" (AK-100, AF-63)
- USS "Astoria" (1917, CA-34, CL-90)
- USS "Astrea" (SP-560)
- USS "Astrolabe Bay" ()
- USS "Astute" ()
- USS "Atakapa" (ATF-149)
- USS "Atalanta" ()
- USS "Atanus" ()
- USS "Atascosa" ()
- USS "Atchison County" (LST-60)
- USS "Athanasia" ()
- USS "Atheling" ()
- USS "Athene" ()
- USS "Atherton" (FF-169)
- USS "Atik" (AK-101)
- USS "Atka" ()
- USS "Atlans" ()
- USS "Atlanta" (1861, 1884, CL-51, CL-104, SSN-712)
- USS "Atlantic" (, )
- USS "Atlantic Salvor" ()
- USS "Atlantida" ()
- R/V "Atlantis" (AGOR-25) (używany przez Woods Hole Oceanographic Institution)
- USS "Atlantis" (SP-40)
- USS "Atlas" (1869, SP-2171, ARL-7)
- USS "Attacker" ()
- USS "Attala" (APA-130)
- USS "Attica" ()
- USS "Attu" (CVE-102)
- USS "Atule" (SS-403)
- USS "Aubrey Fitch" (FFG-34)
- USS "Auburn" (, )
- USS "Aucilla" (AO-56)
- USS "Audacious" (AGOS-11)
- USS "Audrain" ()
- USS "Audubon" ()
- USS "Audwin" ()
- USS "Augury" ()
- USS "Augusta" (1799, 1853, SP-946, CA-31, SSN-710)
- USS "Augusta Dinsmore" ()
- USS "Augustus Holly" (1861)
- USS "Auk" (, )
- USS "Aulick" (DD-258, DD-569)
- USS "Ault" (DD-698)
- USS "Aurelia" ()
- USS "Auriga" ()
- USS "Aurora" ()
- USS "Aurore II" ()
- USS "Ausable" ()
- USS "Ausburn" ()
- USS "Ausburne" ()
- USS "Austin" (1839, DE-15, LPD-4)
- USS "Autauga" ()
- USS "Avalon" ()
- USS "Avenge" (AMc-66, AM-423)
- USS "Avenger" (1863, SP-2646, MCM-1)
- USS "Aventinus" (ARVE-3)
- USS "Avery Island" ()
- USS "Avis" ()
- USS "Avocet" (, )
- USS "Avoyel" ()
- USS "Awa" ()
- USS "Awahou" ()
- USS "Awatobi" ()
- USS "Ayanabi" ()
- USS "Aylmer" ()
- USS "Aylwin" (1813, DD-47, DD-355, FF-1081)
- USS "Azalea" (, , )
- USS "Azimech" ()
- USS "Aztec" ()
- USS "Azurlite" ()